# Pavel Nakhimov
Pour les articles homonymes, voir Nakhimov.
Pavel Stepanovitch Nakhimov (en russe : Павел Степанович Нахимов), né le 5 juillet 1802 et décédé le 12 juillet 1855, était un des amiraux les plus célèbres de l'histoire navale russe. Il est connu pour avoir commandé les forces navales et terrestres lors du siège de Sébastopol, pendant la guerre de Crimée.

## Biographie
Né dans le village de Gorodok, aujourd'hui dans  le raïon de Viazma de l'oblast de Smolensk, il est le fils d'un major de l'armée russe à la retraite. Nakhimov entra à l'Académie navale pour la noblesse (Morskoï Dvoriansky Korpous) à Saint-Pétersbourg en 1815. Il sortit en mer pour la première fois en 1817, à bord de la frégate Phénix, au large des côtes suédoises et danoises. Peu après il fut promu au rang d'officier sans-brevet. En février 1818, il passa des examens pour devenir aspirant et fut immédiatement intégré dans la Seconde Flotte (Flotskiy Ekipaj) de la Flotte de la Baltique de la marine impériale russe.
Au début de sa carrière navale, l'expérience de  Nakhimov était limitée aux sorties qu'il avait effectuées dans la mer Baltique et à un voyage plus long depuis le port d'Arkhangelsk sur la mer Blanche jusqu'à la base navale de Kronstadt, près de Saint-Pétersbourg. Il eut la chance, en mars 1822, d'être assigné à la frégate Croiseur, vaisseau qui se lançait dans un voyage autour du monde, commandé par l'explorateur Mikhaïl Lazarev qui avait déjà entrepris des voyages similaires.
Durant ce voyage de trois ans, Nakhimov fut promu au rang de lieutenant. À la fin de cette aventure, il reçut sa première médaille, l'Ordre de Saint-Vladimir de IVe classe. Il fut ensuite assigné au navire de guerre de 74-canons, l'Azov, qui fit son voyage inaugural d'Arkhangelsk à Kronstadt à l'automne 1826.
À l'été 1827, l'Azov appareilla pour la Méditerranée en tant que vaisseau amiral de l'escadre russe, commandée par le contre-amiral Geiden pour une expédition conjointe avec les marines française et britannique contre les Ottomans. Juste avant le départ, l’Azov fut visité par le Tsar Nicolas Ier, qui ordonna, en cas d'hostilités, de combattre « comme les Russes font ».
L’Azov, sous les ordres du capitaine de premier rang M.P. Lazarev, se distingua en 1827 à la bataille de Navarin, lors de laquelle la flotte alliée détruisit la flotte Ottomane. Pour son rôle exemplaire lors de la bataille, Nakhimov fut promu à la capitainerie d'un navire capturé  et décoré par les gouvernements alliés .
Pendant la guerre de Crimée, Nakhimov se distingua à nouveau par la destruction de la flotte ottomane à la bataille de Sinop, en 1853. Il eut son heure de gloire pendant le siège de Sébastopol, lorsque lui et l'amiral Vladimir Kornilov organisèrent depuis le début la défense de la ville et de son port qui était la base de la Flotte de la mer Noire russe. En tant que commandant du port et gouverneur militaire de la ville, Nakhimov était de facto à la tête des forces de défense de Sébastopol. Le 28 juin 1855, alors qu'il inspectait les positions avancées à Malakoff il fut mortellement blessé par un tireur embusqué.
Nakhimov fut enterré dans la cathédrale Saint-Vladimir de Sébastopol aux côtés de Mikhaïl Lazarev, Vladimir Kornilov et Vladimir Istomine. Aujourd'hui encore, on peut admirer un monument érigé en leur mémoire.

## Postérité
- Amiral Nakhimov (Адмирал Нахимов) est un film soviétique réalisé par Vsevolod Poudovkine, sorti en 1946.
- Le gouvernement impérial lui rendit d'autres hommages après sa mort comme le fait de donner son nom au Collège naval de Saint-Pétersbourg, à une avenue et une station de métro de Moscou.
- Un croiseur blindé de la marine impériale de Russie porta son nom, il fut coulé lors de la bataille de Tsushima le 28 mai 1905.
- Le nom d'origine du croiseur léger Chervona Ukraina était Amiral Nakhimov
- L'ordre de Nakhimov, une distinction soviétique, puis russe, rappelle sa mémoire. Il y a aussi la médaille Nakhimov, pour les marins russes.

## Distinctions
- Ordre de Saint-Vladimir, 4e classe (1825; le voyage sur la frégate "Cruiser")
- Ordre impérial et militaire de Saint-Georges, 4e classe (1827; pour le service à la bataille de Navarin)
- Ordre de Sainte-Anne, 2e classe (1830)
- Ordre de Sainte-Anne, 2e classe, avec la couronne impériale (1837; pour diligent, et un enthousiaste excellent service)
- Ordre de Saint-Vladimir, 3e classe (1842; pour diligent, et un enthousiaste excellent service)
- Marque de distinction pour le service bezporochnoy XXV ans (1846)
- Ordre de Saint-Stanislas, 1er classe (1847)
- Ordre de Sainte-Anne, 1er classe (1849)
- Ordre de Sainte-Anne, 1er classe, avec la couronne impériale (1851)
- Ordre de Saint-Vladimir, 2e classe (1853; Pour la réussite du transfert de 13e division)
- Ordre impérial et militaire de Saint-Georges, 2e classe (1853; Pour la victoire à Sinope)
- Ordre de l'Aigle blanc (Russie impériale), (1855; Pour les actions de la défense de Sébastopol)
- Ordre du Bain, (Royaume-Uni)
- Ordre du Sauveur, (Grèce)

## Sources
- (en) Cet article est partiellement ou en totalité issu de l’article de Wikipédia en anglais intitulé « Pavel Nakhimov » (voir la liste des auteurs).
- Notices d'autorité :   - VIAF
  - ISNI
  - LCCN
  - GND
  - Pologne
  - Israël
  - NUKAT
  - Suède
  - Tchéquie
  - WorldCat